# 高歩院
高歩院（こうほいん）は、東京都中野区にある臨済宗天龍寺派の寺院。

## 歴史
1943年（昭和18年）、関精拙によって開山された。当地は元々山岡鉄舟の邸宅であり、後に東伏見宮家別邸となった。その後1941年（昭和16年）に民間に払い下げられた。
そして払い下げを受けた人物は、これらの由来を知り、土地の一部（庭園）を当時臨済宗管長だった関精拙に寄贈した。なお精拙本人は生前、鉄舟の師・由理滴水を勧請開山とするつもりでいたが、精拙を開山とすることになった。
精拙は、ここに鉄舟を開基とする寺を創建することになった。鉄舟の念持仏だった聖観音を本尊とし、鉄舟の諱だった「高歩（たかゆき）」に因み、名称を「高歩院」とした。しかし1945年（昭和20年）の東京大空襲で、かつての庭園は跡形もなくなってしまった。精拙も1945年（昭和20年）10月2日に寂した。戦後大森曹玄らにより再興された。

## 鉄舟会
鉄舟会（てっしゅうかい）は、東京都中野区にある高歩院の坐禅会である。1947年（昭和22年）、高歩院2世住職となった大森曹玄によって開設された。
基本は坐禅会であるが、曹玄が書道や剣道も嗜んでいたこともあり、坐禅会のみにとどまらない、様々な活動（書道、剣道、茶道）も展開している。

## 交通アクセス
- 中央・総武緩行線・都営地下鉄大江戸線東中野駅より徒歩10分。
- 新宿駅西口よりバス(関東バス宿05系統)「東中野一丁目」下車